# 40000
40000 (bốn vạn hay bốn mươi nghìn) là một số tự nhiên ngay sau 39999 và ngay trước 40001.